# Зелёное (Межевский район)
Зелёное (укр. Зелене; до 2016 года — Петровское, укр. Петровське) — село в Зорянском сельском совете Межевского района Днепропетровской области Украины.
Код КОАТУУ — 1222683307. Население по переписи 2001 года составляло 62 человека.

## Географическое положение
Село Зелёное находится в 2-х км от левого берега реки Сухой Бычок, в 1,5 км от села Малая Покровка и в 2,5 км от села Полтавское.